# Angeloi (Adelsgeschlecht)
Die Familie Angelos (griech.  Ἄγγελος, Pl. Angeloi, Ἄγγελοι; mittelalterliches Deutsch: Angello) war ein bedeutendes byzantinisches Adelsgeschlecht, dessen Aufstieg Ende des 11. Jahrhunderts begann und kaum ein Jahrhundert später darin gipfelte, dass mehrere Angeloi den Kaiserthron bestiegen. Die schwache Regentschaft der Angeloi-Kaiser (1185–1203) war jedoch ein wesentlicher Grund dafür, dass den Teilnehmern des 4. Kreuzzugs 1204 die Einnahme Konstantinopels gelang. Angehörige aus einer Seitenlinie der Angeloi herrschten von 1204 bis 1318 im Despotat Epirus, einem griechischen Nachfolgestaat des byzantinischen Reiches. Zeitweise waren im 13. Jahrhundert auch Gebiete in Makedonien und Thessalien Teil des Machtbereichs der Angeloi.
Der Familienname ist entweder vom Wort Angelos (griech. „Engel“) oder von dem gleichlautenden Namen einer Ortschaft in Kleinasien abgeleitet, die als Herkunftsort der Angeloi gilt.

## Geschichte
Als Stammvater der Familie wird Konstantin Angelos aus der Gegend von Philadelphia im westlichen Kleinasien angesehen. Durch seine Heirat mit Theodora Komnena, einer Tochter des Kaisers Alexios I. stieg Konstantin in den inneren Machtzirkel am byzantinischen Hof auf. Das Paar hatte drei Söhne, den Sebastokrator Johannes, Andronikos und Alexios, der in Mazedonien begütert war und dort 1164 im Dorf Nerezi in Mazedonien die Kirche des Hl. Panteleimon stiftete, die bis heute existiert und für ihre Wandmalereien bekannt ist. Alexios war der erste Angelos, der, es vorzog, den weit prestigeträchtigeren Familiennamen seiner Mutter zu führen. Dies taten nach ihm viele Angeloi.
1185 entthronte Isaak, ein Sohn des vorerwähnten Andronikos Angelos, Kaiser Andronikos I. Komnenos und bestieg selbst den Thron. Ihm folgten sein Bruder Alexios III. und dessen Sohn Alexios IV. Die kaum 20-jährige Herrschaft der Kaiser aus dem Haus Angelos bedeutete für das Byzantinische Reich eine Periode des Niedergangs, an deren Ende 1204 die Einnahme Konstantinopels durch die Lateiner stand. Die Angeloi-Kaiser waren daran insofern mitschuldig, weil sie vor allem mit familieninternen Machtkämpfen befasst waren, den Staatsschatz plünderten, das Heer und die Flotte vernachlässigten und sich zu wenig um außenpolitische Fragen kümmerten. 
Nach dem Fall der Kaiserstadt entstanden auf dem Gebiet des Byzantinischen Reiches mehrere Nachfolgestaaten. Einer von ihnen, das Despotat Epirus wurde von Michael Angelos, einem unehelichen Sohn des Sebastokrators Johannes begründet und erfolgreich gegen die Kreuzfahrer, die Republik Venedig und die Bulgaren verteidigt. Michael führte die Zunamen Komnenos Dukas und benutzte den eigenen Familiennamen Angelos nicht, der bei den Griechen spätestens seit der katastrophalen Niederlage von 1204 äußerst unpopulär war.
Michaels Halbbruder Theodor war der zweite Herrscher von Epirus. Er eroberte 1224 die Reste des lateinischen Königreichs Thessaloniki und erklärte sich in Konkurrenz zum Kaiser von Nizäa zum legitimen Basileus der Rhomäer. Schon wenige Jahre später wurde er aber vom bulgarischen Zaren Iwan Assen II. auf dem Schlachtfeld besiegt und gefangen genommen. Während Theodors Gefangenschaft regierte sein Bruder Manuel in Thessaloniki, dann gefolgt von Theodores Söhnen Johannes und Demetrios. Mit der Eroberung Thessalonikis durch den nicäischen Kaiser Johannes Vatatzes im Jahr 1246 endete die Herrschaft der Angeloi in Makedonien.
In Epirus und Thessalien hatte 1230 Michael II., ein Sohn Michaels I., die Macht übernommen. Nach seinem Tod (1271) erbte sein legitimer Sohn Nikephoros I. Epirus, während Thessalien an den unehelichen Sohn Johannes kam. 1318 ermordete Nikola Orsini Thomas Angelos, den Sohn des Nikephoros und übernahm selbst die Macht in Epirus. In Thessalien starb etwa zur selben Zeit der letzte Nachkomme des Johannes. Damit endete auch dort die Herrschaft der Angeloi. 
Ein anderer Zweig der Familie hatte sich 1204 auf die Seite des Kaisers von Nizäa gestellt. Verschiedene Angeloi machten mittelmäßige Karrieren im Staatsdienst und kehrten 1261, als die Griechen ihre alte Hauptstadt zurückgewinnen konnten, nach Konstantinopel zurück. Kaiser Andronikos III. Palaiologos ernannte Johannes Angelos, der einer seiner Hofbeamten war, 1340 zum Gouverneur von Epirus. Johannes starb dort 1348 an der Pest. Bald darauf wurden Epirus und Thessalien vom serbischen Zaren Stefan Dušan erobert. Nachkommen des Johannes waren in den folgenden Jahrzehnten Provinzstatthalter Thessaliens in Diensten der Serben. 
Nach der osmanischen Eroberung Thessaliens 1394, flohen einige Angeloi nach Serbien. Ein Mihailo Anđelović diente am Hof der Despoten Đurađ und Lazar Branković. Mihailos Bruder Mahmud Pascha wurde als Kind von den Türken gefangen genommen und nach Edirne gebracht, wo er zum Islam konvertierte und den Namen Mahmud annahm. Später erreichte er als Beylerbey von Rumelien (1451) und Großvizir (1455) höchste Ränge in der osmanischen Verwaltung. 1457 standen sich der christliche und der muslimische Bruder gegenüber, als sie für ihre Herrscher den serbischen Despoten Lazar Branković und Sultan Mehmed II. Verhandlungen führten.

## Familienbeziehungen
1. Konstantin Angelos ⚭ Theodora Komnena, Tochter des Kaisers Alexios I.
  1. Andronikos Angelos
    1. Isaak II. Angelos, byzantinischer Kaiser 1185–1195 und 1203–1204 ⚭ 1) Irene Komnene, Tochter des Kaisers Andronikos I., ⚭ 2) 1185 Margarete (* 1175), Tochter des Königs Bela III. von Ungarn
      1. Irene (1172–1208) ⚭ 1) 1191 Roger von Apulien († 1193) Hauteville, ⚭ 2) 1197 Philipp von Schwaben (um 1176–1208), deutscher König (Staufer)
      2. Alexios IV. Angelos (1182–1204) byzantinischer Kaiser 1203
      3. Manuel Angelos († 1212)
      4. Theodora († 1246) ⚭ 1203 Leopold VI., Herzog von Österreich und Steiermark

    2. Theodora ⚭ 1187, geschieden 1187, Konrad Markgraf von Montferrat (um 1146–1192)
    3. Alexios III. Angelos, byzantinischer Kaiser 1195–1203
      1. Anna († 1212) ⚭ 1200 Theodor I. Laskaris, Kaiser von Nicäa († 1222)
      2. Irene ⚭ 1200 Alexios Paläologos
      3. Eudokia ⚭ 1) 1195 Stefan Nemanjić, König der Serben (geschieden), ⚭ 2) Alexios V. Dukas († 1204), ⚭ 3) Leon Sguros von Korinth († 1208)

  2. Johannes Angelos
    1. Theodor I. Angelos († nach 1254), Despot von Epirus 1214, Kaiser von Thessalonike 1222–1230
      1. Johannes Angelos († 1244), Kaiser von Thessalonike 1240–1243
      2. Irene Angelos Komnene ⚭ 1240 Iwan Assen II. († 1241), Zar der Bulgaren
      3. Demetrios Angelos, Kaiser von Thessalonike 1244–1246

    2. Manuel Komnenos Dukas Angelos († 1241), Kaiser von Thessalonike 1230–1240 ⚭ eine Tochter Stefan Nemanjas, Großžupan der Serben
    3. Michael I. Angelos (unehelich, † 1214), Despot von Epirus 1204–1214
      1. Michael II. Angelos (unehelich) 
        1. Nikephoros I. Angelos ⚭ Maria, Tochter des Theodor II. Laskaris
          1. Thamar ⚭ Philipp I. von Tarent

        2. Johannes I. Angelos, genannt der Bastard von Thessalien (unehelich, † kurz vor 1289), Herr von Thessalien, ⚭ Hypomone, Tochter des Woiwoden Vlach Taronas
          1. Konstantin Dukas Angelos († 1303), Herr von Thessalien, ⚭ Anna Euagionissa
            1. Johannes II. Angelos Dukas († 1318), Herr von Thessalien, ⚭ Irene Palaiologina (uneheliche Tochter von Kaiser Andronikos II.)

          2. Michael Angelos
          3. Theodor Angelos († 1299), Herr von Thessalien

        3. Anna ⚭ Wilhelm II. von Villehardouin
        4. Helena ⚭ Manfred von Sizilien
        5. Demetrios Michael

    4. Konstantin, Despot von Akarnanien

## Übersetzte Quellen
- Franz Grabler (Hrsg.): Historia. Abenteurer auf dem Kaiserthron. Die Regierungszeit der Kaiser Alexios II., Andronikos und Isaak Angelos (1180–1195) aus dem Geschichtswerk des Niketas Choniates. Graz 1958.
- Franz Grabler (Hrsg.): Historia. Die Kreuzfahrer erobern Konstantinopel. Die Regierungszeit der Kaiser Alexios Angelos, Isaak Angelos und Alexios Dukas, die Schicksale der Stadt nach der Einnahme sowie das „Buch von den Bildsäulen“ (1195–1206) aus dem Geschichtswerk des Niketas Choniates. Graz 1958.